# 浓湿雾
浓湿雾（直译：「毛毛雨」）是南美洲的一种天气现象，常在南半球的冬季发生于秘鲁、厄瓜多尔南部和智利北部沿岸。热带海岸沙漠受浓湿雾影响，温度适中、湿度偏大。浓湿雾为干燥地区带来大量水气，并保证雾植的生存。浓湿雾因其发生率和持续性以及对气候和环境的影响，而在众多天气现象中显得特别。

## 浓湿雾的形成

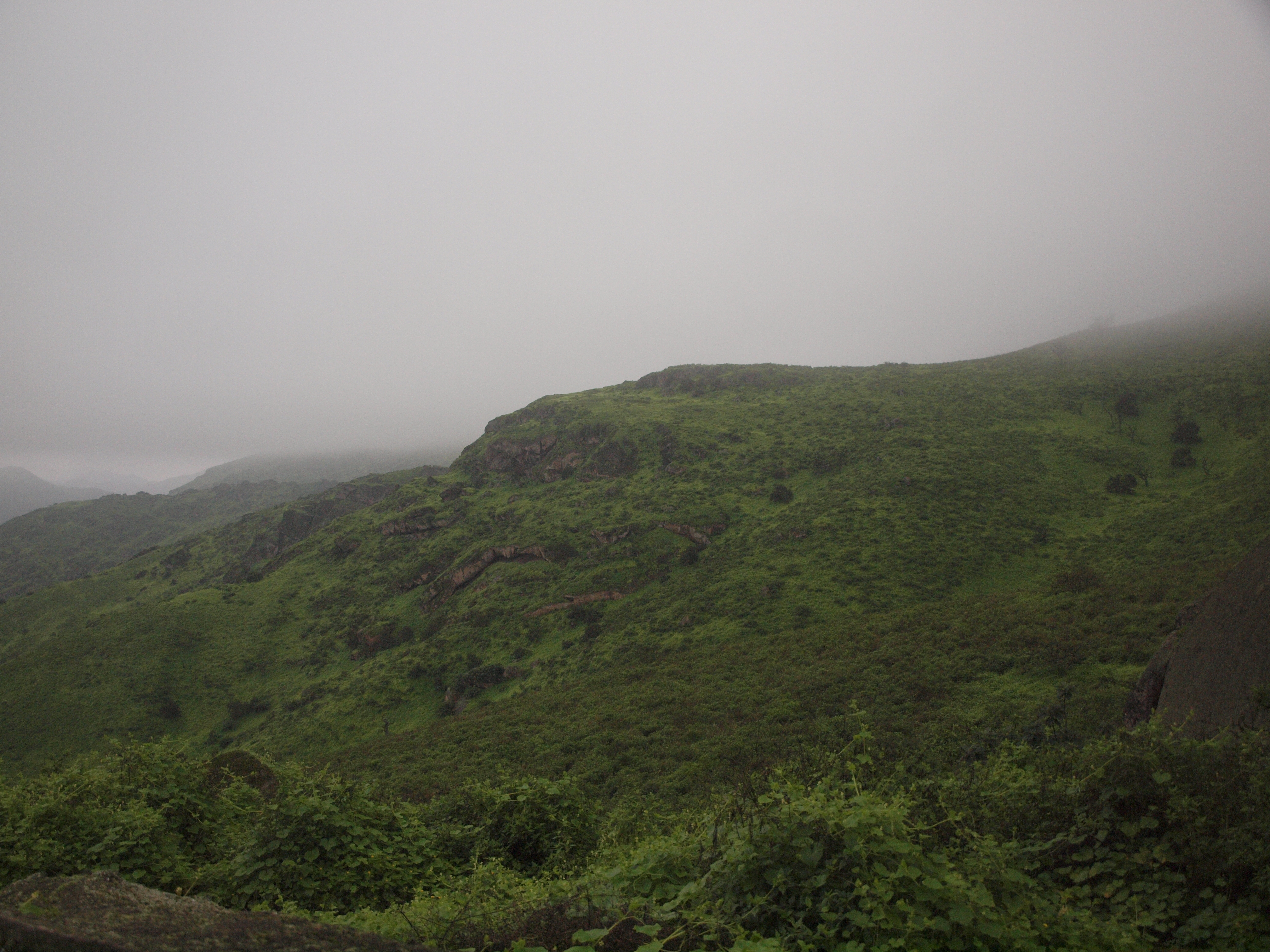
秘鲁利马附近国家保护区的浓湿雾景象

秘鲁涼流对南纬5度至30度之间的秘鲁和智利沿岸浓湿雾的形成起重要的作用。在这个长达2800米的范围内，洋流为常年干旱地区带来丰沛的水汽，令气候变得温和。同时，该地区会产生逆温现象，气温随着高度的上升而上升，临近洋面的气温反而较低。冷空气借由信风向东吹至岸边，雾气冷凝形成浓湿雾的景象。
尽管名为“雾”，但浓湿雾并不会转化为降雨。浓湿雾中的水滴直径为1～40微米，不足以形成雨水。

## 对气候的影响

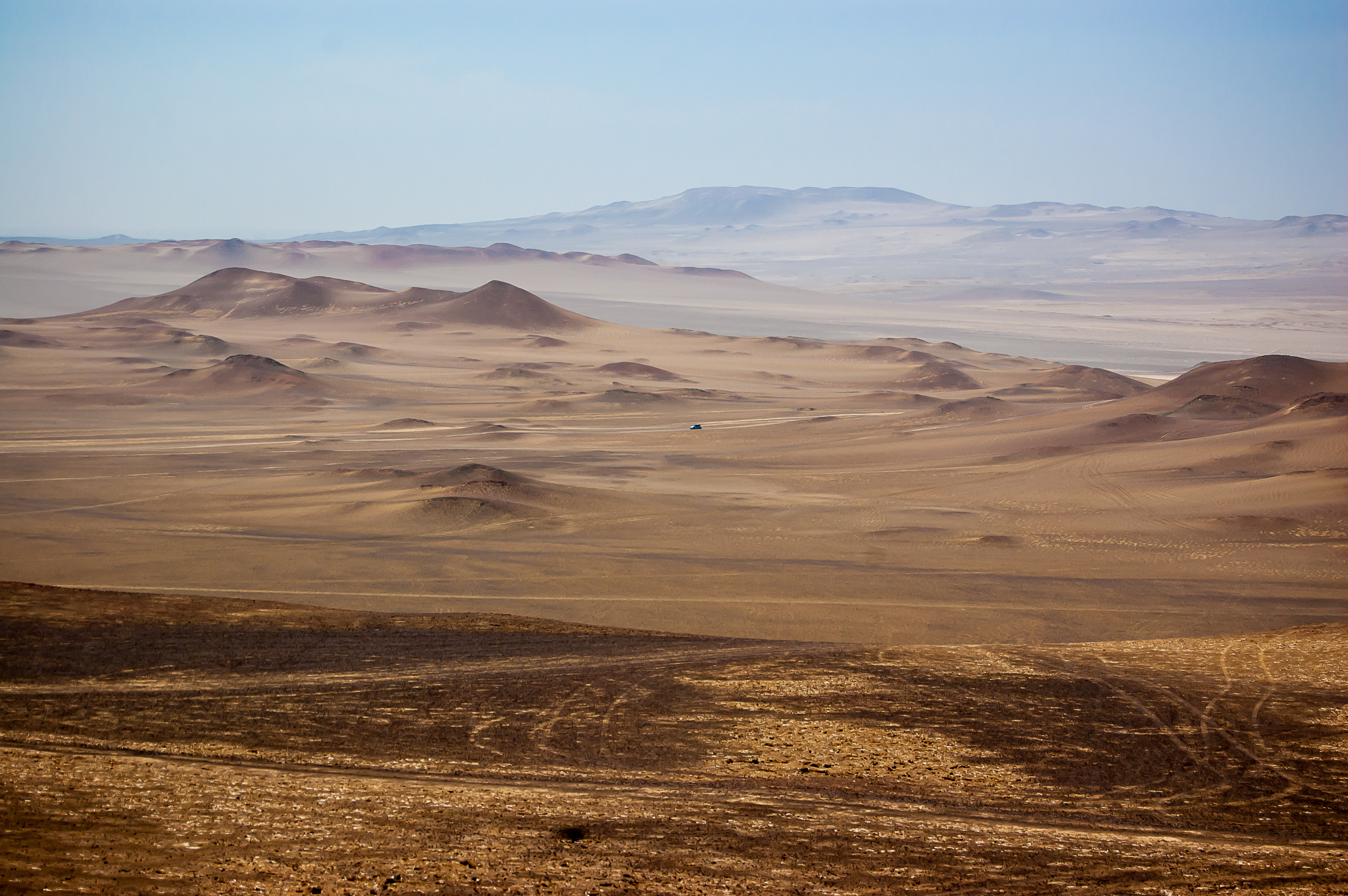
秘鲁西海岸的荒漠除了被浓湿雾影响的范围以外几乎没有植物分布。

秘鲁寒流及其形成的浓湿雾对气候的影响显著。秘鲁首都利马位于南纬12度，是热带海滨城市，常年平均气温应为26摄氏度以上。但由于寒流的影响，利马实际上的气温在一月至三月平均为23摄氏度，常发生浓湿雾的七月至九月平均为17摄氏度，此时正是利马最凉爽的时节。
除此之外，光照受到浓湿雾的影响更大。利马平均每年的日照百分率仅为34%，全年日照小时数为1230，七月和八月平均光照时间不及一小时；而著名的雾都伦敦每年尚有1573小时受阳光照射，天津每年接受约2576小时、纽约每年接受2535小时的阳光照射。冬天的利马漫天都是迷雾，令19世纪美国作家赫尔曼·梅尔维尔笔下把这座城市描述成“你看不到的最怪异、最阴郁的城市”。
在南纬5度至30度之间的海岸荒漠上，平均每年降水量只有不足10毫米，有些地方甚至多年无雨，令零散分布于秘鲁和智利海岸的雾植只能靠浓湿雾和偶尔发生的来补充水分。除了雾植和潮湿的安第斯山脚下形成的河谷之外，海岸可说是不毛之地。
浓湿雾形成于海岸，仅向内陆延伸数公里，尤其集聚于海拔300～1000米的生长着雾植的山坡，并消失殆尽。

## 雾的收集

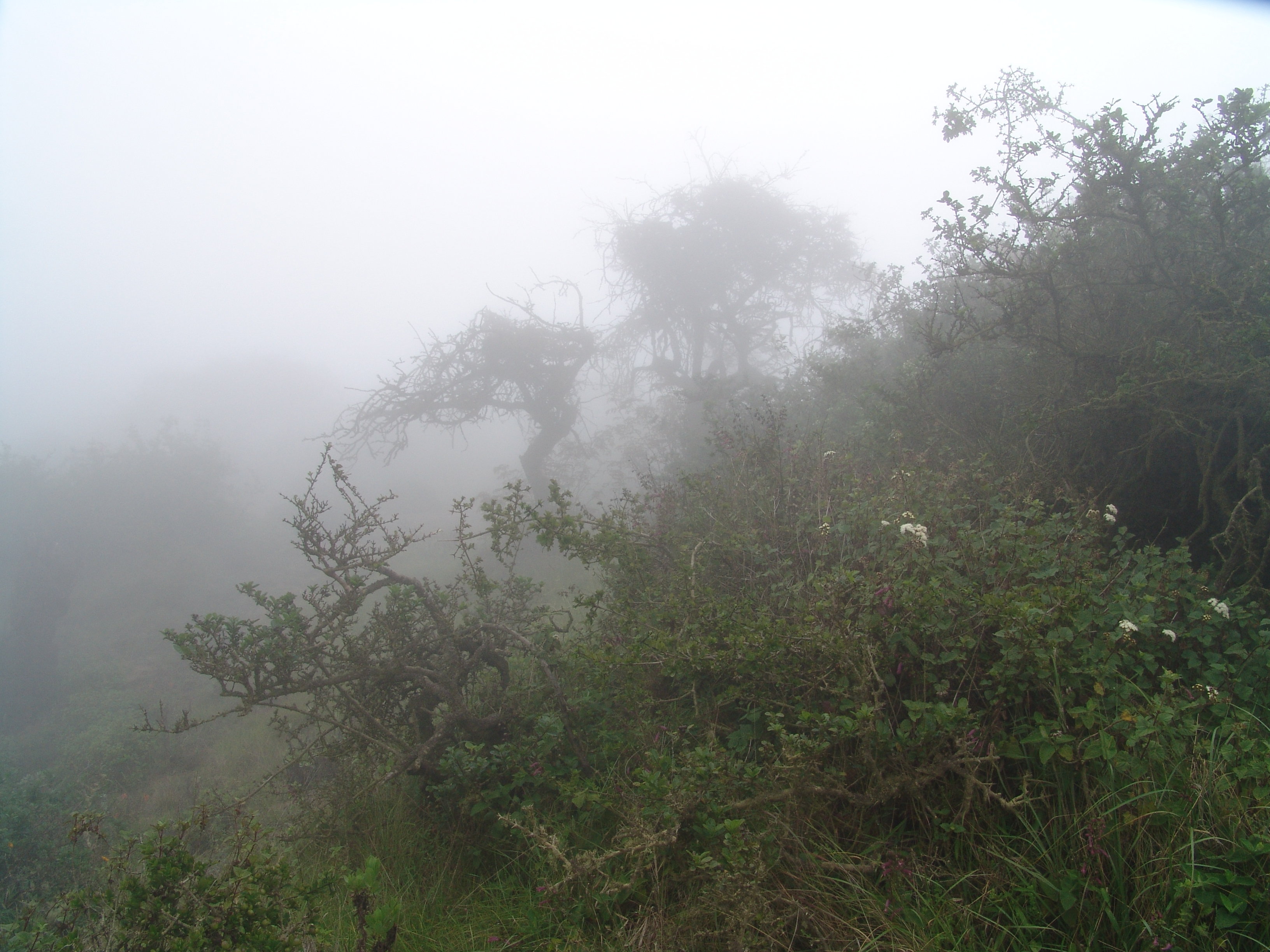
浓湿雾带来的水汽是雾植生存的关键。

在干燥缺水的荒漠地带，浓湿雾是水分的重要来源。1985年，科学家在智利用聚烯烃网设计了一种收集雾的系统，用于收集浓湿雾的水分来为当地村民供水，此计划名为浓湿雾计划。浓湿雾计划在山脊设立了50张巨型收集网，大约收集了浓湿雾中2%的水分。2005年，又在原来的基础上新设了3平方米收集网，使每天每平方米收集网能够收集5升水。
在秘鲁，为保护脆弱的雾植生态系统，环保组织在阿蒂基帕区安装了类似的收集网，为当地80户住民发展农业，尤其是橄榄种植业。